# Trichocera mendli
Trichocera mendli är en tvåvingeart som beskrevs av Dahl 1976. Trichocera mendli ingår i släktet Trichocera och familjen vintermyggor. Inga underarter finns listade i Catalogue of Life.